# David A. Huffman
David Albert Huffman (* 9. August 1925 in Ohio; † 7. Oktober 1999 in Santa Cruz, Kalifornien) war ein amerikanischer Computerpionier. Er entwickelte u. a. die Huffman-Kodierung, ein verlustloses Kompressionsverfahren.

## Biografie
David A. Huffmans Eltern ließen sich bald nach seiner Geburt scheiden. Er lernte erst spät sprechen, so dass seine Mutter eine Tätigkeit als Mathematiklehrerin an einer Förderschule annahm, um ihn dort ebenfalls unterbringen zu können. In vielen Tests erwies sich Huffman allerdings als hochbegabt, und so machte er 1944 mit 18 seinen Abschluss als Bachelor in Elektrotechnik an der Ohio State University. Im Anschluss wurde er Radaroffizier für die US Navy. Zurück an der Ohio State University erlangte er 1949 den Master-Grad.
Im Rahmen seines D.Sc.-Studiums am MIT entwickelte er 1952 in einer Seminararbeit bei Robert Fano den Huffman-Code. 1953 promovierte er bei Samuel H. Caldwell mit der Arbeit The Synthesis of Sequential Switching Circuits, die mit der Louis E. Levy Medal des Franklin Institute ausgezeichnet wurde.
Er blieb zunächst am MIT und wechselte 1967 als Gründungsmitglied an die Fakultät für Informatik an der University of California, Santa Cruz (UCSC), die er von 1970 bis 1973 leitete. 1994 emeritierte er, blieb aber bis kurz vor seinem Tod 1999 in Forschung und Lehre tätig.
Zu seinen Auszeichnungen gehörte die Ernennung zum IEEE-Fellow, 1973 den W. Wallace McDowell Award der IEEE und 1999 die Richard-W.-Hamming-Medaille des IEEE, die er allerdings nicht mehr entgegennehmen konnte, da er zuvor einem Krebsleiden erlag. 
Huffman war zweimal verheiratet und hatte in erster Ehe zwei Töchter und einen Sohn.

## Schriften
- A method for the construction of minimum-redundancy codes. (PDF; 332 kB) In: Proceedings of the I.R.E. September 1952, S. 1098–1101.